# NAACP Image Awards 2023
Die 54. NAACP Image Awards, die von der NAACP verliehen werden, wurden am 25. Februar 2023 im Pasadena Civic Auditorium in Pasadena, Kalifornien, verliehen. Ausgezeichnet wurden People of Color in verschiedenen Kategorien im Bereich Film, Fernsehen, Musik und Literatur für ihre Leistungen im Kalenderjahr 2022. Moderatorin war Queen Latifah. Im Fernsehen wurden die Awards von  BET sowie seinem Schwesternetzwerk Paramount Global, unter anderem auch von Paramount+. Kategorien, die nicht im Fernsehen übertragen wurden, wurden im Livestream auf der Website des Awards vom 20. bis 24. Februar übertragen.
Die Nominierungen wurden am 12. Januar 2023 verkündet. Black Panther: Wakanda Forever führte die Nominierungen mit zwölf Stück an, gefolgt von Abbott Elementary mit neun. In den Musikkategorien hatten Beyoncé und Kendrick Lamar je fünf. Drei Kategorien wurden im Vergleich zum Vorjahr neu eingeführt: Beste Frisuren, Bestes Make-Up und Beste Kostüme sowohl in der Film-, als auch in der Fernsehsparte.

## Film
| Bester Film | Beste Regie |
| --- | --- |
| - Black Panther: Wakanda Forever - A Jazzman's Blues - Emancipation - The Woman King - Till – Kampf um die Wahrheit | - Gina Prince-Bythewood – The Woman King - Antoine Fuqua – Emancipation - Chinonye Chukwu – Till – Kampf um die Wahrheit - Kasi Lemmons – Whitney Houston: I Wanna Dance with Somebody - Ryan Coogler – Black Panther: Wakanda Forever   |
| Bester Hauptdarsteller | Beste Hauptdarstellerin |
| - Will Smith – Emancipation - Daniel Kaluuya – Nope - Jonathan Majors – Devotion - Joshua Boone – A Jazzman's Blues - Sterling K. Brown – Honk for Jesus, Save Your Soul                                                                 | - Viola Davis – The Woman King - Danielle Deadwyler – Till – Kampf um die Wahrheit - Keke Palmer – Alice - Letitia Wright – Black Panther: Wakanda Forever - Regina Hall – Honk for Jesus, Save Your Soul                                |
| Bester Nebendarsteller | Beste Nebendarstellerin |
| - Tenoch Huerta – Black Panther: Wakanda Forever - Aldis Hodge – Black Adam - Cliff Smith – On the Come Up - Jalyn Hall – Till – Kampf um die Wahrheit (Till) - John Boyega – The Woman King                                             | - Angela Bassett – Black Panther: Wakanda Forever - Danai Gurira – Black Panther: Wakanda Forever - Janelle Monáe – Glass Onion: A Knives Out Mystery - Lashana Lynch – The Woman King - Lupita Nyong'o – Black Panther: Wakanda Forever |
| Bester ausländischer Film | Bester Independentfilm |
| - Bantú Mama - Athena - Broker – Familie gesucht (Broker) - Learn to Swim - The Silent Twins | - The Inspection - 892 (Breaking) - Causeway - Mr. Malcolm's List - Remember Me: The Mahalia Jackson Story |
| Bester Newcomer | Bestes Ensemble |
| - Jalyn Hall – Till – Kampf um die Wahrheit (Till) - Joshua Boone – A Jazzman's Blues - Ledisi – Remember Me: The Mahalia Jackson Story - Y'lan Noel – A Lot of Nothing - Yola – Elvis                                                   | - Black Panther: Wakanda Forever - A Jazzman's Blues - Emancipation - The Woman King - Till – Kampf um die Wahrheit (Till) |
| Bester Animationsfilm | Beste Synchronisation – Film |
| - Wendell & Wild - DC League of Super-Pets - Guillermo del Toros Pinocchio - Der gestiefelte Kater: Der letzte Wunsch (Puss in Boots: The Last Wish) - Rot (Turning Red)                                                                 | - Keke Palmer – Lightyear - Angela Bassett – Wendell & Wild - Kevin Hart – DC League of Super-Pets - Lyric Ross – Wendell & Wild - Taraji P. Henson – Minions – Auf der Suche nach dem Mini-Boss (Minions: The Rise of Gru)              |
| Bester Kurzfilm | Bester Kurz-Animationsfilm |
| - Dear Mama… - Fannie - Fathead - Incomplete - Pens & Pencils | - More Than I Want To Remember - I Knew Superman - Supercilious - Der Junge, der Maulwurf, der Fuchs und das Pferd (The Boy, the Mole, the Fox and the Horse) - We Are Here                                                              |
| Kreativ-Newcomer (Motion Picture) | Bestes Drehbuch |
| - Ericka Nicole Malone – Remember Me: The Mahalia Jackson Story - Elvis Mitchell – Is That Black Enough For You?!? - Krystin Ver Linden – Alice - Mo McRae – A Lot of Nothing - Stephen Adetumbi, Jarrett Roseborough – This Is My Black | - Ryan Coogler – Black Panther: Wakanda Forever - Charles Murray – The Devil You Know - Dana Stevens, Maria Bello – The Woman King - Jordan Peele – Nope - Krystin Ver Linden – Alice                                                    |

## Fernsehen

### Drama
| Beste Dramaserie | Beste Dramaserie |
| --- | --- |
| - P-Valley (Starz) - Bel-Air (Peacock) - Bridgerton (Netflix) - Euphoria (HBO) - Queen Sugar (OWN) | |
| Bester Hauptdarsteller in einer Dramaserie | Bester Hauptdarsteller in einer Dramaserie |
| - Nicco Annan – P-Valley (Starz) - Damson Idris – Snowfall (FX) - Jabari Banks – Bel-Air (Peacock) - Kofi Siriboe – Queen Sugar (OWN) - Sterling K. Brown – This Is Us (NBC) | - Angela Bassett – 9-1-1 (Fox) - Brandee Evans – P-Valley (Starz) - Queen Latifah – The Equalizer (CBS) - Rutina Wesley – Queen Sugar (OWN) - Zendaya – Euphoria (HBO) |
| Bester Nebendarsteller in einer Dramaserie | Beste Nebendarstellerin in einer Dramaserie |
| - Cliff Smith – Power Book II: Ghost (Starz) - Adrian Holmes – Bel-Air (Peacock) - Amin Joseph – Snowfall (FX) - Caleb McLaughlin – Stranger Things (Netflix) - J. Alphonse Nicholson – P-Valley (Starz) | - Loretta Devine – P-Valley (Starz) - Adjoa Andoh – Bridgerton (Netflix) - Bianca Lawson – Queen Sugar (OWN) - Susan Kelechi Watson – This Is Us – Das ist Leben (This Is Us) (NBC) - Tina Lifford – Queen Sugar (OWN)                                                                                                |
| Beste Regie in einer Dramaserie | Bestes Drehbuch in einer Dramaserie |
| - Giancarlo Esposito – Better Call Saul – Axe and Grind (AMC) - Debbie Allen – The Last Days of Ptolemy Grey – Robyn (Apple TV+) - Gina Prince-Bythewood – Women of the Movement – Mother and Son (ABC) - Hanelle Culpepper – The Last Days of Ptolemy Grey – Sensia (Apple TV+) - Kasi Lemmons – Women of the Movement – "The Last Word" (ABC) | - Marissa Jo Cerar – Women of the Movement – Mother and Son (ABC) - Aurin Squire – The Good Fight – The End of Football (Paramount+) - Branden Jacobs-Jenkins – Kindred – Dana (Hulu) - Davita Scarlett – The Good Fight – The End of Eli Gold (Paramount+) - Joshua Allen – From Scratch – Bread and Brine (Netflix) |

### Comedy
| Beste Comedy-Serie | Beste Comedy-Serie |
| --- | --- |
| - Abbott Elementary (ABC) - Atlanta (FX) - Black-ish (ABC) - Rap Sh!t (HBO Max) - Wunderbare Jahre (The Wonder Years) (ABC) | |
| Bester Hauptdarsteller in einer Comedy-Serie | Beste Hauptdarstellerin in einer Comedy-Serie |
| - Cedric the Entertainer – The Neighborhood (CBS) - Anthony Anderson – Black-ish (ABC) - Donald Glover – Atlanta (FX) - Dulé Hill – Wunderbare Jahre (The Wonder Years) (ABC) - Mike Epps – The Upshaws (Netflix) | - Quinta Brunson – Abbott Elementary (ABC) - Loretta Devine – Familienanhang (Family Reunion) (Netflix) - Maya Rudolph – Loot (Apple TV+) - Tichina Arnold – The Neighborhood (CBS) - Tracee Ellis Ross – black-ish (ABC) |
| Bester Nebendarsteller in einer Comedy-Serie | Beste Nebendarstellerin in einer Comedy-Serie |
| - Tyler James Williams – Abbott Elementary (ABC) - Brian Tyree Henry – Atlanta (FX) - Deon Cole – black-ish (ABC) - Kenan Thompson – Saturday Night Live (NBC) - William Stanford Davis – Abbott Elementary (ABC) | - Janelle James – Abbott Elementary (ABC) - Jenifer Lewis – black-ish (ABC) - Marsai Martin – black-ish (ABC) - Sheryl Lee Ralph – Abbott Elementary (ABC) - Wanda Sykes – The Upshaws (Netflix) |
| Beste Regie in einer Comedy-Serie | Bestes Drehbuch in einer Comedy-Serie |
| - Angela Barnes – Atlanta – "The Homeliest Little Horse" (FX) - Bridget Stokes – A Black Lady Sketch Show – Save My Edges, I'm a Donor! (HBO Max) - Dee Rees – Upload – Hamood! (Amazon Prime Video) - Iona Morris Jackson – black-ish – If a Black Man Cries in the Woods (ABC) - Pete Chatmon – The Flight Attendant – Drowning Women (HBO Max) | - Brittani Nichols – Abbott Elementary – Student Transfer (ABC) - Aisha Muharrar – Hacks – The Click (HBO Max) - Ayo Edebiri, Shana Gohd – What We Do in the Shadows – Private School (FX) - Karen Joseph Adcock – The Bear: King of the Kitchen (The Bear) – Sheridan (Hulu) - Quinta Brunson – Abbott Elementary – Development Day (ABC) |

### Fernsehfilm, Miniserie oder Special
| Bester Fernsehfilm, Miniserie oder Special | Bester Fernsehfilm, Miniserie oder Special |
| --- | --- |
| - The Best Man: The Final Chapters - Carl Weber's The Black Hamptons - From Scratch - The Last Days of Ptolemy Grey - Women of the Movement                                                                              | |
| Bester Hauptdarsteller in einem Fernsehfilm oder Miniserie | Beste Hauptdarstellerin in einem Fernsehfilm oder Miniserie |
| - Morris Chestnut – The Best Man: The Final Chapters - Samuel L. Jackson – The Last Days of Ptolemy Grey - Terrence Howard – The Best Man: The Final Chapters - Trevante Rhodes – Mike - Wendell Pierce – Don't Hang Up  | - Niecy Nash – Dahmer – Monster: Die Geschichte von Jeffrey Dahmer (Dahmer – Monster: The Jeffrey Dahmer Story) - Regina Hall – The Best Man: The Final Chapters - Sanaa Lathan – The Best Man: The Final Chapters - Viola Davis – The First Lady - Zoe Saldaña – From Scratch |
| Bester Nebendarsteller in einer Miniserie oder einem Fernsehfilm | Beste Nebendarstellerin in einer Miniserie oder einem Fernsehfilm |
| - Keith David – From Scratch - Glynn Turman – Women of the Movement - Omar Benson Miller – The Last Days of Ptolemy Grey - Russell Hornsby – Mike - Terrence C. Carson – A Wesley Christmas                              | - Nia Long – The Best Man: The Final Chapters - Alexis Floyd – Inventing Anna - Danielle Deadwyler – From Scratch - Melissa De Sousa – The Best Man: The Final Chapters - Phylicia Rashad – Little America                                                                     |
| Beste Regie in einem Fernsehfilm oder Special | Bestes Drehbuch in einem Fernsehfilm oder Special |
| - Anton Cropper – Fantasy Football - Marta Cunningham – 61st Street - Sujata Day – Definition Please - Tailiah Breon – Kirk Franklin's The Night Before Christmas - Tine Fields – Soul of a Nation: Screen Queens Rising | - Ian Edelman, Maurice Williams – Entergalactic - Bree West – A Wesley Christmas - Jerrod Carmichael – Jerrod Carmichael: Rothaniel - Lil Rel Howery – Lil Rel Howery: I said it. Y'all Thinking it - Matt Lopez – Father of the Bride                                         |

### Reality-Serie und Varieté-Shows
| Beste Talkshow | Beste Reality- oder Gameshow |
| --- | --- |
| - Sherri - Hart to Heart - Red Table Talk - Tamron Hall - Uninterrupted: The Shop | - Lizzo's Watch Out for the Big Grrrls - Legendary - Shark Tank - Sweet Life: Los Angeles - The Real Housewives of Atlanta |
| Beste Nachrichtensendung | Bester Moderator einer Talkshow |
| - ABC News 20/20 Michelle Obama: The Light We Carry, A Conversation with Robin Roberts - #RolandMartinUnfiltered: Black Votes Matter Election Night 2022 Coverage - Finding Your Roots with Henry Louis Gates, Jr. - OWN Spotlight: Viola Davis – The Woman King - The Hair Tales | - Jennifer Hudson – The Jennifer Hudson Show - Jada Pinkett Smith, Adrienne Banfield-Norris, Willow Smith – Red Table Talk - Kevin Hart – Hart to Heart - Lester Holt – NBC Nightly News - Tracee Ellis Ross – The Hair Tales |
| Beste Varieté-Show (Series or Special) | Bester Moderator einer Reality-, Game- oder Varietée-Show |
| - The Daily Show with Trevor Noah - A Black Lady Sketch Show - BET Awards 2022 - Deon Cole: Charleen's Boy - Martin: The Reunion | - Tabitha Brown – Tab Time - Keke Palmer – Password - Lizzo – Lizzo's Watch Out for the Big Grrrls - Taraji P. Henson – BET Awards 2022 - Trevor Noah – The Daily Show with Trevor Noah                                       |

### Weitere Kategorien
| Beste Kurzserie | Beste Reality-Kurzserie                                                                                                   |
| --- | --- |
| - Between The Scenes – The Daily Show - Oh Hell No! With Marlon Wayans - Rise Up, Sing Out - Sunday Dinner - Zoomania+                                                              | - Daring Simone Biles - Black Independent Films: A Brief History - Historian's Take - NFL 360 - Omitted: The Black Cowboy |
| Beste Animationsserie | Beste Kinderserie |
| - The Proud Family: Louder and Prouder - Central Park - Eureka! - Gracie's Corner - Zoomania+                                                                                       | - Tab Time - Familienanhang (Family Reunion) - Raising Dion - Raven's Home - Waffles + Mochi's Restaurant                 |
| Bester Kreativ-Newcomer (Fernsehen) | |
| - Quinta Brunson – Abbott Elementary - Amy Yang – From Scratch - Branden Jacobs-Jenkins – Kindred: Verbunden (Kindred) - Hannah Cope – Karma's World - Syreeta Singleton – Rap Sh!t | |

### Schauspiel
| Beste Synchronisation (Fernsehen) | Bester Gaststar |
| --- | --- |
| - Kyla Pratt – The Proud Family: Louder and Prouder - Billy Porter – The Proud Family: Louder and Prouder - Cedric the Entertainer – The Proud Family: Louder and Prouder - Chris Bridges – Karma's World - Cree Summer – Rugrats          | - Glynn Turman – Queen Sugar - Amanda Gorman – Sesame Street - Chance the Rapper – South Side - Colman Domingo – Euphoria - Gabourey Sidibe – American Horror Stories |
| Bester Kinderdarsteller | |
| - Ja'Siah Young – Raising Dion - Alaya High – Ein Mädchen namens Lay Lay (That Girl Lay Lay) - Cameron J. Wright – Familienanhang (Family Reunion) - Elisha Williams – Wunderbare Jahre (The Wonder Years) - Khali Spraggins – The Upshaws | |

## Dokumentation
| Bester Dokumentarfilm | Beste Dokumentarserie |
| --- | --- |
| - Civil - Descendant - Is That Black Enough for You?!? - Louis Armstrong's Black & Blues - Sidney | - Everything's Gonna Be All White - Black Love - Police On Trial - Credited to Frontline and Star Tribune - Race: Bubba Wallace - Shaq |
| Beste Regie in einer Dokumentation | |
| - Reginald Hudlin – Sidney - Nadia Hallgren – Civil - Sacha Jenkins – Everything's Gonna Be All White - Sacha Jenkins – Louis Armstrong's Black & Blues - W. Kamau Bell – We Need to Talk About Cosby | |

## Kostüme, Make-up und Frisuren
| Bestes Kostümdesign | Bestes Make-up |
| --- | --- |
| - Ruth E. Carter – Black Panther: Wakanda Forever - Francine Jamison-Tanchuck – Emancipation - Gersha Phillips, Carly Nicodemo, Heather Constable, Christina Cattle, Sheryl Willock, Becky MacKinnon – Star Trek: Discovery - Gersha Phillips, Carly Nicodemo, Lieze Van Tonder, Lynn Paulsen, Tova Harrison – The Woman King - Trayce Gigi Field – Eine Klasse für sich             | - Debi Young, Sandra Linn, Ngozi Olandu Young, Gina Bateman – We Own This City - Angie Wells – Cheaper by the Dozen - Michele Lewis – The Last Days of Ptolemy Grey - Ren Rohling, Teresa Vest, Megan Areford – Emergency - Zabrina Matiru – Surface |
| Beste Frisuren | |
| - Camille Friend – Black Panther: Wakanda Forever - Curtis Foreman, Ryan Randall – RuPaul's Drag Race All Stars - Louisa V. Anthony, Deaundra Metzger, Maurice Beaman – Till – Kampf um die Wahrheit - Mary Daniels, Kalin Spooner, Darrin Lyons, Eric Gonzalez – All American - Tracey Moss, Jerome Allen, Tamika Dixon, Lawrence "Jigga" Simmons, Jason Simmons – Fantasy Football | |

## Musik
| Bestes Album | Bester newcomer |
| --- | --- |
| - Renaissance – Beyoncé - Age/Sex/Location – Ari Lennox - Breezy (Deluxe) – Chris Brown - Mr. Morale & the Big Steppers – Kendrick Lamar - Watch the Sun – PJ Morton                                                                                 | - Coco Jones - Adam Blackstone - Armani White - Fivio Foreign - Steve Lacy |
| Bester Sänger | Beste Sängerin |
| - Chris Brown - Brent Faiyaz - Burna Boy - Drake - Kendrick Lamar | - Beyoncé - Ari Lennox - Chlöe - Jazmine Sullivan - SZA |
| Beste Band, Duo oder Kollaboration (Traditional) | Beste Band, Duo oder Kollaboration (Contemporary) |
| - Love's Train – Silk Sonic - Die Hard – Kendrick Lamar feat. Blxst & Amanda Reifer - Good Morning Gorgeous (Remix) – Mary J. Blige & H.E.R. - Still Believe" – PJ Morton feat. Alex Isley and Jill Scott - No Love – Summer Walker, Cardi B and SZA | - Call Me Every Day – Chris Brown feat. Wizkid - Move – Beyoncé feat. Grace Jones and Tems - Good Love – City Girls feat. Usher - Wait for U – Future, Drake & Tems - Big Energy – Latto feat. Mariah Carey and DJ Khaled |
| Bestes Musik- oder Konzertvideo | Bester Soundtrack oder Sampler |
| - Lift Me Up" – Rihanna - About Damn Time – Lizzo - Be Alive – Beyoncé - Lord Forgive Me – EarthGang, Pharrell & Tobe Nwigwe - The Heart Part 5 – Kendrick Lamar                                                                                     | - Black Panther: Wakanda Forever (Soundtrack) – Ryan Coogler, Ludwig Göransson, Archie Davis & Dave Jordan - Bridgerton Season Two (Soundtrack from the Netflix Series) – Kris Bowers - Entergalactic – Kid Cudi - P-Valley: Season 2 (Music From the Original TV Series) – Various Artists - The Woman King (Soundtrack) – Terence Blanchard |
| Bestes Gospel- oder christliches Album | Bester Gospel- oder christlicher Song |
| - Kingdom Book One – Maverick City Music & Kirk Franklin - All Things New – Tye Tribbett - Hymns – Tasha Cobbs Leonard - My Life – James Fortune - The Urban Hymnal – Tennessee State University                                                     | - Positive – Erica Campbell - All in Your Hands – Marvin Sapp - Fly (Y.M.M.F.) – Tennessee State University - Whole World In His Hands – MAJOR. - Your World – Jonathan McReynolds |
| Bestes Jazzalbum – Instrumental | Bestes Jazzalbum – Vocal |
| - Henry Franklin: Jazz Is Dead 014 – Henry Franklin, Ali Shaheed Muhammad, Adrian Younge - Detour – Boney James - The Funk Will Prevail – Kaelin Ellis - The Gospel According to Nikki Giovanni – Javon Jackson - Thrill Ride – Ragan Whiteside      | - Legacy – Adam Blackstone - Linger Awhile – Samara Joy - Love and the Catalyst – Aimée Allen - New Standards Vol. 1 – Terri Lyne Carrington - The Evening: Live at Apparatus – The Baylor Project |
| Bester Soul-/R&B-Song | Bester Hip-Hop-/Rap-Song |
| - Cuff It – Beyoncé - About Damn Time – Lizzo - Good Morning Gorgeous (Remix) – Mary J. Blige & H.E.R. - Hurt Me So Good – Jazmine Sullivan - Lift Me Up – Rihanna                                                                                   | - Hotel Lobby – Quavo & Takeoff - Billie Eilish – Armani White - City of Gods – Fivio Foreign, Kanye West & Alicia Keys - The Heart Part 5 – Kendrick Lamar - Wait for U – Future, Drake & Tems |
| Bester internationaler Song | |
| - No Woman No Cry – Tems - Bad to Me – Wizkid - Diana – Fireboy DML, Chris Brown & Shenseea - Last Last – Burna Boy - Stand Strong – Davido feat. Sunday Service Choir                                                                               | |

## Podcasts und Social Media
| Bester Nachrichten-Podcast | Bester Lifestyle-Podcast |
| --- | --- |
| - Beyond the Scenes – The Daily Show - SundayCivics - Black Tech Green Money - Holding Court with Eboni K. Williams - Into America with Trymaine Lee | - Therapy for Black Girls - Chile, Please - GoOD Mornings with CurlyNikki - Man to Man: A Black Love Wellness Series - Maejor Frequency |
| Bester Kultur-Podcast | Bester Kunst- und Entertainment-Podcast                                                                                                 |
| - LeVar Burton Read - Comeback with Erica Cobb - Higher Learning with Van Lathan and Rachel Lindsay - Into America with Trymaine Lee - The Sum of Us | - Two Funny Mamas - Angie Martinez IRL - Black Girl Songbook - Jemele Hill is Unbothered - The Read                                     |
| Social-Media-Person des Jahres | |
| - Kevin Fredericks - George Lee - Christiane Porter - Troy Millings & Rashad Bilal - Lynae Vanee                                                     | |

## Sonderpreise
| President's Award                                                         |
| ------------------------------------------------------------------------- |
| - Gabrielle Union - Dwyane Wade                                           |
| Chairman's Award                                                          |
| - Congressman Bennie G. Thompson                                          |
| Vanguard Award                                                            |
| - Bethann Hardison                                                        |
| Entertainer of the Year                                                   |
| - Angela Bassett - Mary J. Blige - Quinta Brunson - Viola Davis - Zendaya |
| Social Justice Impact Award                                               |
| - Benjamin Crump                                                          |
| Jackie Robinson Sports Award                                              |
| - Serena Williams                                                         |
| Activist of the Year                                                      |
| - Dr. Derrick L. Foward                                                   |
| Youth Activist of the Year                                                |
| - Bradley Ross Jackson                                                    |
| NAACP-Archewell Digital Civil Rights Award                                |
| - Nabiha Syed                                                             |